# MTV Unplugged in New York
MTV Unplugged in New York es un álbum en vivo de la banda de grunge estadounidense Nirvana, lanzado el 1 de noviembre de 1994 por DGC Records. Presenta una actuación acústica grabada en Sony Music Studios en la ciudad de Nueva York el 6 de noviembre de 1993 para la serie de televisión MTV Unplugged.
El programa fue dirigido por Beth McCarthy y transmitido por la cadena de televisión por cable MTV el 16 de diciembre de 1993. En una ruptura con la tradición de MTV Unplugged, Nirvana tocó principalmente material menos conocido y versiones de canciones de The Vaselines, David Bowie, Leadbelly y Meat Puppets. A diferencia de las presentaciones anteriores de MTV Unplugged, que fueron completamente acústicas, Nirvana usó amplificación eléctrica y efectos de guitarra durante el set. A ellos se unieron el guitarrista rítmico Pat Smear y la violonchelista Lori Goldston, además de miembros de Meat Puppets para algunas canciones.
MTV Unplugged se lanzó después de que se abandonaran los planes para lanzar la actuación como parte de una compilación de doble álbum en vivo titulada Verse Chorus Verse. Fue el primer lanzamiento de Nirvana después de la muerte del cantante Kurt Cobain siete meses antes. Debutó en el número uno en el Billboard 200 de EE. UU. y fue certificado ocho veces multiplatino por la RIAA en 2020 y sus ventas ascienden a 20 millones de copias a nivel mundial y esto lo convierte en uno de los álbumes en vivo más vendidos de la historia. Ganó la Mejor Interpretación de Música Alternativa en los Premios Grammy de 1996, la única victoria de Nirvana en un Premio Grammy, y desde entonces ha sido clasificado como uno de los mejores álbumes en vivo de todos los tiempos. La actuación fue lanzada como DVD en 2007.
"MTV Unplugged In New York (Full Show)" en YouTube.

## Trasfondo
MTV Unplugged comenzó a transmitirse en MTV en 1989, con artistas interpretando sus éxitos con instrumentos acústicos en ambientes íntimos. Nirvana había estado en negociaciones para aparecer durante algún tiempo; El líder de Nirvana, Kurt Cobain, finalmente aceptó mientras estaba de gira con Meat Puppets. Nirvana quería hacer algo diferente a una actuación típica de MTV Unplugged; según el baterista Dave Grohl, «Habíamos visto los otros Unpluggeds y no nos gustaban muchos de ellos, porque la mayoría de las bandas los trataban como espectáculos de rock: tocaban sus éxitos como si fuera el Madison Square Garden, excepto con guitarras acústicas».
El grupo buscó inspiración en el álbum de 1990 de Mark Lanegan, The Winding Sheet. Entre las ideas que se les ocurrieron a los miembros de la banda se incluyeron versiones de «The Man Who Sold the World» de David Bowie e invitar a miembros de Meat Puppets a unirse a ellos en el escenario. Aun así, la perspectiva de un espectáculo totalmente acústico supuestamente puso nervioso a Cobain.

## Ensayo

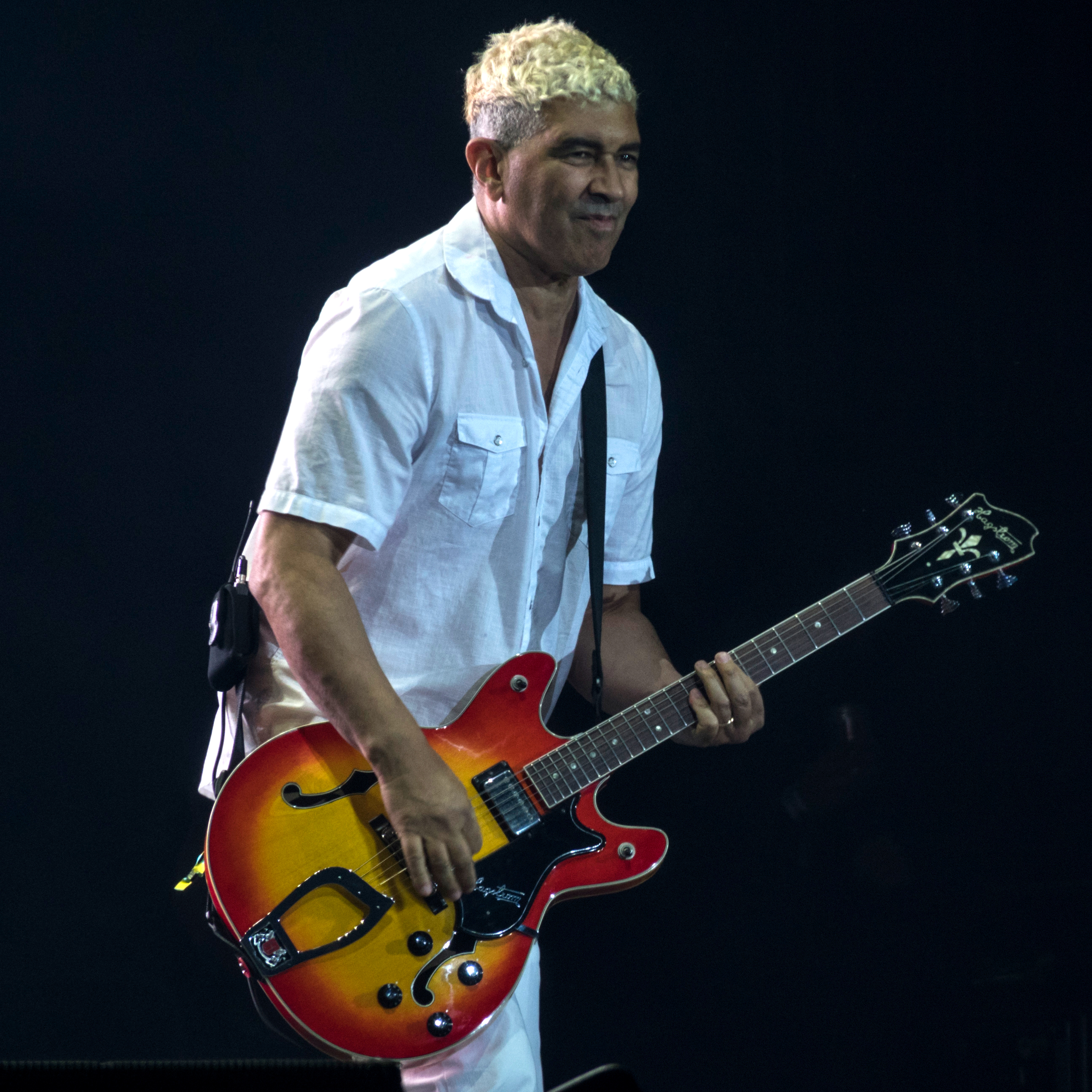
Según Alex Coletti, gracias a la presencia de Pat Smear (fotografiado en 2017), los músicos se sintieron a gusto.

Nirvana ensayó durante dos días en SST Rehearsal Facility, en Weehawken, Nueva Jersey. Los ensayos fueron tensos y difíciles, y la banda tuvo problemas para interpretar varias canciones. Durante las sesiones, Cobain no estuvo de acuerdo con MTV sobre la actuación. El productor Alex Coletti recordó que la cadena no estaba contenta con la falta de canciones exitosas de Nirvana y con la elección de los Meat Puppets como invitados, y dijo: «Querían escuchar los nombres “correctos”: Eddie Vedder o Tori Amos o Dios sabe quién».
El día antes de la filmación, Cobain se negó a tocar, pero apareció en el estudio la tarde siguiente. Cobain sufría abstinencia de drogas y nerviosismo en ese momento; un observador dijo: «No había bromas, ni sonrisas, ni diversión de parte de él ... todos estaban más que un poco preocupados por su actuación».

## Grabación
Nirvana grabó su actuación el 18 de noviembre de 1993 en Sony Studios en la ciudad de Nueva York. Cobain sugirió que el escenario se decorara con lirios, velas negras y un candelabro de cristal. Coletti le preguntó: «¿Quieres decir como un funeral?», a lo que Cobain respondió: «Exactamente. Como un funeral».
A Nirvana se unieron el guitarrista Pat Smear y la violonchelista Lori Goldston, que habían estado de gira con ellos. A pesar de la premisa acústica del programa, Cobain insistió en pasar su guitarra acústica por su amplificador y pedales de efectos. Coletti construyó una caja falsa frente al amplificador para disfrazarlo como una cuña de monitor. Coletti dijo: «Era la manta de seguridad de Kurt. Estaba acostumbrado a escuchar esta guitarra a través de su Fender. Quería esos efectos. Puedes escucharla en “The Man Who Sold the World”. Es una guitarra acústica, pero obviamente está pasando por un amplificador».
A diferencia de muchos artistas que aparecieron en el programa, Nirvana filmó la interpretación completa de 14 canciones en una sola toma. Incluía una canción de su álbum debut Bleach (1989), cuatro de su segundo álbum Nevermind (1991), tres del recientemente lanzado In Utero y seis versiones. Como «All Apologies» de In Utero aún no se había lanzado como sencillo, el único éxito contemporáneo que interpretó la banda fue el sencillo de Nevermind «Come as You Are».
Cris y Curt Kirkwood de Meat Puppets se unieron para interpretar tres canciones de Meat Puppets con Nirvana. El set terminó con la interpretación de la canción tradicional «Where Did You Sleep Last Night», siguiendo el arreglo del músico de blues Lead Belly, a quien Cobain describió antes de la canción como «su intérprete favorito». Después de que la banda terminó, Cobain discutió con los productores del programa, quienes querían un bis. Cobain se negó porque sintió que no podía superar la interpretación de esa canción.

## Lanzamiento

Scott Litt fue contratado para ayudar a producir MTV Unplugged in New York después de que fracasaran los planes originales de lanzar un álbum doble con el nombre de Verse Chorus Verse.

El episodio de Nirvana de MTV Unplugged se emitió por primera vez en diciembre de 1993. Tenía una duración de 45 minutos y omitió las canciones «Something in the Way» y «Oh Me». Después de que Cobain fuera encontrado muerto en abril de 1994, MTV transmitió el episodio repetidamente. Para satisfacer la demanda de material nuevo de Nirvana y contrarrestar el contrabando, en agosto de 1994, DGC anunció un álbum doble, Verse Chorus Verse, que comprende presentaciones en vivo que incluyen la presentación completa de MTV Unplugged. Sin embargo, la tarea de compilar el álbum fue demasiado difícil emocionalmente para Novoselic y Grohl, por lo que el proyecto se canceló una semana después del anuncio; el grupo optó por lanzar solo la presentación Unplugged. Scott Litt, quien produjo la interpretación, volvió a producir el disco. La actuación fue lanzada en DVD en 2007.

## Recepción
MTV Unplugged in New York fue lanzado el 1 de noviembre de 1994. Debutó en el número uno en el Billboard 200 y vendió 310 500 copias, las ventas más altas en la primera semana de la carrera de Nirvana. En marzo de 1995, el álbum superó las ventas de In Utero con 6,8 millones de copias vendidas.
El álbum recibió críticas positivas de los críticos. Tom Hibbert de Q dijo que, como conjunto acústico, Nirvana sonaba «muy conmovedor, poseído de una gloria irregular». La escritora de Rolling Stone, Barbara O'Dair, encontró el disco «conmovedor y ocasionalmente brillante» con «lugares sobrios y magníficos en todas partes», destacando la química de la banda en «All Apologies» y la interpretación sin acompañamiento de Cobain de «Pennyroyal Tea». Ben Thompson de Mojo sintió que, a diferencia de la mayoría de los lanzamientos «desconectados», el «aspecto genérico e incoloro» del formato y no ver la actuación real beneficia el registro de Nirvana debido a lo intenso que parece a la luz de la muerte de Cobain. Entertainment Weekly, David Browne se sintió inquieto al escucharlo: «Más allá de inducir una sensación de pérdida para el propio Cobain, Unplugged también provoca una sensación de pérdida musical: la delicadeza y la intimidad de estos arreglos acústicos insinúan dónde Nirvana (o al menos Cobain, quien se decía que estaba frustrado con las limitaciones de la banda) podría haber ido».
MTV Unplugged in New York fue votado como el cuarto mejor álbum del año en Pazz & Jop, una encuesta anual de destacados críticos estadounidenses publicada por The Village Voice. Robert Christgau, el supervisor de la encuesta, también clasificó el álbum en cuarto lugar en su propia lista de fin de año, considerándolo un testimonio de la profundidad de los sentimientos de Cobain, la «sinceridad» como vocalista y la distinción de otros tipos sensibles de rock alternativo como Eddie Vedder y Lou Barlow: «La interpretación vocal que evoca es la de John Lennon en John Lennon/Plastic Ono Band. Y lo hizo en una sola toma».

### Retrospectiva
En una revisión retrospectiva de AllMusic, el editor Stephen Thomas Erlewine dijo que MTV Unplugged in New York era «sin miedo confesional», ya que encontró a Nirvana y Cobain «al borde de descubrir un nuevo sonido y estilo». Jason Mendelsohn de PopMatters creía que su calidad íntima de folk rock era radical de Nirvana y Cobain, «como un movimiento comercial tan burdo como lo fue» por su sello discográfico. En The Rolling Stone Album Guide (2004), el periodista Charles M. Young lo llamó la «segunda obra maestra» de Nirvana después de Nevermind y afirmó que Cobain podría haber «revolucionado la música folclórica de la misma manera que lo hizo con el rock» debido a su llamativa voz; dijo que sus canciones funcionaban igual de bien con «una banda ruidosa golpeando detrás de ti» o «solo con una guitarra acústica». Maeve McDermott de USA Today lo llamó «un álbum de folk rock trascendente que vislumbró lo que podría haber sido la próxima era post-grunge de la banda, si el líder Kurt Cobain hubiera sobrevivido lo suficiente como para ver a través de sus inclinaciones musicales».
En 2007, el episodio 6 de Seven Ages of Rock de la BBC calificó la interpretación de la banda de «Where Did You Sleep Last Night» como un réquiem surrealista para Cobain. Un artículo de 2013 del crítico Andrew Wallace Chamings en The Atlantic señaló la canción como una de las mejores actuaciones en vivo de todos los tiempos, escribiendo:

«Para la línea final, “I would shiver the whole night through”, Cobain salta una octava, obligándolo a esforzarse tanto que grita y se rompe. Golpea la palabra “temblor” con tanta fuerza que la banda se detiene, como si hubiera estallado una pelea en una boda de comedia. A continuación, aúlla la palabra “completo” y luego hace algo muy extraño en el breve silencio que sigue, algo que es difícil de describir: abre sus penetrantes ojos azules tan repentinamente que se siente como si alguien o algo más estuviera mirando por debajo del flequillo descolorido y lacio, con una claridad extraña»
—Andrew Wallace Chamings

Según Acclaimed Music, MTV Unplugged in New York es el disco número 309 mejor posicionado en las listas de todos los tiempos de los críticos. En 2012, se colocó en el puesto 313 de la lista de los 500 mejores álbumes de todos los tiempos de la revista Rolling Stone. La edición de 2020 de la lista lo colocó en el número 279. Rolling Stone también lo nombró el 95.º mejor álbum de la década de 1990. Los lectores lo calificaron como el octavo mejor álbum en vivo de todos los tiempos. NME colocó a MTV Unplugged in New York en el número 1 de su lista de los «50 mejores álbumes en vivo». Kerrang! lo incluyó entre los «11 mejores álbumes en vivo de todos los tiempos». En julio de 2014, Guitar World clasificó a MTV Unplugged in New York en el puesto 30 de su lista «Superunknown: 50 Iconic Albums That Defined 1994». La misma revista lo incluyó en el número 4 de su lista de «Los 10 mejores álbumes en vivo que debes escuchar». La revista Far Out también lo incluyó en el número 4 de su lista de los 20 mejores álbumes en vivo de todos los tiempos. En 2020, The Telegraph lo incluyó en el número 13 de su lista de «Los mejores álbumes en vivo de todos los tiempos». También en 2020, la revista Planet Rock incluyó el álbum en su lista de «Los 100 mejores álbumes en vivo de todos los tiempos». El álbum también se incluyó en el libro 1001 álbumes que debes escuchar antes de morir.
Al revisar el lanzamiento del DVD MTV Unplugged in New York en 2007, Los Angeles Times escribió que «merece un lugar en el estante de la historia de la televisión de rock junto con la sección informal y sentada del épico especial de regreso de Elvis Presley en 1968». En junio de 2020, la guitarra Martin D-18E de 1959 utilizada por Cobain en el concierto Unplugged se vendió en Julien's Auctions por 6 millones de dólares a Peter Freedman de Røde Microphones, lo que la convierte en la guitarra más cara jamás vendida en una subasta.

## Lista de canciones
| N.º | Título                                                           | Escritor(es)                | Duración |  |
| 1.  | «About a Girl»                                                   | Kurt Cobain                 | 3:37     |  |
| 2.  | «Come as You Are»                                                | Kurt Cobain                 | 4:13     |  |
| 3.  | «Jesus Doesn't Want Me for a Sunbeam» (Versión de The Vaselines) | Eugene Kelly, Frances McKee | 4:37     |  |
| 4.  | «The Man Who Sold the World» (Versión de David Bowie)            | David Bowie                 | 4:20     |  |
| 5.  | «Pennyroyal Tea»                                                 |                             | 3:40     |  |
| 6.  | «Dumb»                                                           |                             | 2:52     |  |
| 7.  | «Polly»                                                          |                             | 3:16     |  |
| 8.  | «On A Plain»                                                     |                             | 3:44     |  |
| 9.  | «Something In The Way»                                           |                             | 4:01     |  |
| 10. | «Plateau» (Versión de Meat Puppets)                              | Cris Kirkwood               | 3:38     |  |
| 11. | «Oh Me» (Versión de Meat Puppets)                                | Cris Kirkwood               | 3:26     |  |
| 12. | «Lake of Fire» (Versión de Meat Puppets)                         | Cris Kirkwood               | 2:55     |  |
| 13. | «All Apologies»                                                  |                             | 4:23     |  |
| 14. | «Where Did You Sleep Last Night» (Versión folclórica)            | Folclórica                  | 5:08     |  |

## Personal

### Nirvana
- Kurt Cobain - Voz principal, Guitarra electro-acústica excepto en 10, 11 y 12.
- Krist Novoselic - Bajo acústico excepto en 3, 5, 10, 11 y 12, acordeón en 3, guitarra rítmica acústica en 10, 11 y 12.
- Dave Grohl - Batería excepto en 3 y 5, coros, bajo acústico y percusión en 3.
- Pat Smear - Guitarra acústica excepto en 5, 10, 11 y 12

### Participaciones
- Lori Goldston - Violonchelo excepto en 1, 2, 5, 10, 11 y 12.
- Curt Kirkwood - Guitarra líder acústica en 10, 11 y 12.
- Cris Kirkwood - Bajo acústico y coros en 10, 11 y 12.

## Posicionamiento en las listas

### Listas semanales paraMTV Unplugged in New York
| Lista (1994)                         | Máxima posición |
| ------------------------------------ | --------------- |
| Australia (ARIA)                     | 1               |
| Austria (Ö3 Austria)                 | 1               |
| Bélgica (Ultratop Flandes)           | 3               |
| Bélgica (Ultratop Valonia)           | 6               |
| Canadá (Billboard Canadian Albums)   | 1               |
| Países Bajos (Album Top 100)         | 2               |
| Hungría (MAHASZ)                     | 9               |
| Nueva Zelanda (Recorded Music NZ)    | 1               |
| Noruega (VG-lista)                   | 6               |
| Escocia (Scottish Albums Chart)      | 3               |
| Suecia (Sverigetopplistan)           | 2               |
| Suiza (Schweizer Hitparade)          | 3               |
| Reino Unido (UK Albums Chart)        | 1               |
| Reino Unido (UK Rock & Metal Albums) | 1               |
| Estados Unidos (Billboard 200)       | 1               |

| Lista (2010)        | Máxima posición |
| ------------------- | --------------- |
| Greek Albums (IFPI) | 47              |

| Lista (2015)                        | Máxima posición |
| ----------------------------------- | --------------- |
| Estados Unidos (Top Catalog Albums) | 1               |

| Lista (2016)          | Máxima posición |
| --------------------- | --------------- |
| Italian Albums (FIMI) | 61              |

### Listas de fin de año paraMTV Unplugged in New York
| Lista (1994)                                      | Posición |
| ------------------------------------------------- | -------- |
| Australian Albums (ARIA)                          | 7        |
| Austrian Albums (Ö3 Austria)                      | 23       |
| Canadian Albums (RPM)                             | 30       |
| Dutch Albums (MegaCharts)                         | 25       |
| European Top 100 Albums (Music & Media)           | 4        |
| French Albums (SNEP)                              | 5        |
| New Zealand Albums (RMNZ)                         | 46       |
| Swedish Albums & Compilations (Sverigetopplistan) | 26       |
| UK Albums (OCC)                                   | 39       |

| Lista (1995)                        | Posición |
| ----------------------------------- | -------- |
| Australian Albums (ARIA)            | 13       |
| Austrian Albums (Ö3 Austria)        | 15       |
| Belgian Albums (Ultratop Flanders)  | 14       |
| Belgian Albums (Ultratop Wallonia)  | 8        |
| Dutch Albums (MegaCharts)           | 24       |
| Euro Top 100 Albums (Music & Media) | 4        |
| French Albums (SNEP)                | 7        |
| German Albums (Offizielle Top 100)  | 19       |
| New Zealand Albums (RMNZ)           | 17       |
| Swiss Albums (Schweizer Hitparade)  | 9        |
| UK Albums (OCC)                     | 73       |
| US Billboard 200                    | 13       |

| Lista (1996)             | Posición |
| ------------------------ | -------- |
| Australian Albums (ARIA) | 48       |

| Lista (2002)                                    | Posición |
| ----------------------------------------------- | -------- |
| Canadian Alternative Albums (Nielsen Soundscan) | 189      |
| Canadian Metal Albums (Nielsen Soundscan)       | 98       |

| Lista (2015)          | Posición |
| --------------------- | -------- |
| UK Vinyl Albums (OCC) | 10       |

| Lista (2016)          | Posición |
| --------------------- | -------- |
| UK Vinyl Albums (OCC) | 21       |

| Lista (2017)          | Posición |
| --------------------- | -------- |
| UK Vinyl Albums (OCC) | 18       |

| Lista (2018)                   | Posición |
| ------------------------------ | -------- |
| Australian Vinyl Albums (ARIA) | 15       |
| UK Vinyl Albums (OCC)          | 25       |

| Lista (2019)                       | Posición |
| ---------------------------------- | -------- |
| Australian Vinyl Albums (ARIA)     | 15       |
| Belgian Albums (Ultratop Flanders) | 123      |
| Belgian Albums (Ultratop Wallonia) | 155      |
| Portuguese Albums (AFP)            | 96       |

| Lista (2020)                       | Posición |
| ---------------------------------- | -------- |
| Australian Vinyl Albums (ARIA)     | 21       |
| Belgian Albums (Ultratop Flanders) | 88       |
| Belgian Albums (Ultratop Wallonia) | 120      |
| UK Vinyl Albums (OCC)              | 36       |
| US Top Rock Albums (Billboard)     | 85       |

| Lista (2021)                       | Posición |
| ---------------------------------- | -------- |
| Australian Vinyl Albums (ARIA)     | 7        |
| Belgian Albums (Ultratop Flanders) | 94       |
| Belgian Albums (Ultratop Wallonia) | 131      |
| Portuguese Albums (AFP)            | 76       |
| US Top Rock Albums (Billboard)     | 71       |